# 宿院停留場
宿院停留場（日语：／ Shukuin teiryūjō */?）是一個位於日本大阪府堺市堺區大町西1丁，屬於阪堺電氣軌道阪堺線的停留場。車站編號為HN23。

### 車站構造
夾著平交道2面2線的地面車站。

## 相鄰停留場
阪堺電氣軌道
■阪堺線
大小路（HN22）－宿院（HN23）－寺地町（HN24）